# 李俊慧
李俊慧（1995年5月10日—），辽宁鞍山人，前中国男子羽毛球运动员。他與刘雨辰的組合，於2017年4月6日首次登上男雙世界排名第1位。

## 簡歷
李俊慧出身在一個富裕家庭，出门都有司机接送，父母為了讓他的身体强壮些，便带他参加体育锻炼，曾练过网球、篮球和乒乓球等，但他都不感兴趣。后来，鞍山市体校羽毛球队到当地的中小学选拔，当时8岁的李俊慧憑天生良好手感入選。鞍山市体校的教练张强曾是于洋和杜婧的启蒙教练，在他的指导下，李俊慧在辽宁省青少年比赛中夺得单打冠军，并因此得到了辽宁队主教练艾蘶垂青，被选进辽宁省队。
2010年，改练双打的李俊慧在全国青少年赛中一举夺得混双冠军和男双亚军。2011年，他第一次参加全国青年赛，就夺得了男双第三名，更因此被选入了中国国家羽毛球青年队。
2012年1月，李俊慧正式进入国家队，身高1.95米的他跟身高1.93米的刘雨辰组成了「巨人搭档」。原本他们能出战当年的世青赛，但李俊慧却在比赛前一天的训练中扭伤了膝盖，没法参赛。
2013年7月，李俊慧代表国家队參加馬來西亞沙巴州舉行的亞洲青年羽毛球錦標賽，與刘雨辰合作贏得男子雙打比賽冠軍。
2021年11月12日，李俊慧在微博上宣佈因個人身體原因正式退役。

## 主要比賽成績
只列出曾進入準決賽的國際賽事成績：
| 年份   | 賽事                     | 公開賽級別 | 項目     | 搭檔   | 成績   |
| ------ | ------------------------ | ---------- | -------- | ------ | ------ |
| 2012年 | 世界青年羽毛球錦標賽     | 其他       | 混合團體 | －     | 金牌   |
| 2013年 | 紐西蘭羽毛球大獎賽       | 大獎賽     | 男子雙打 | 刘雨辰 | 亞軍   |
| 2013年 | 亞洲青年羽毛球錦標賽     | 其他       | 混合團體 | －     | 金牌   |
| 2013年 | 亞洲青年羽毛球錦標賽     | 其他       | 男子雙打 | 刘雨辰 | 金牌   |
| 2013年 | 世界青年羽毛球錦標賽     | 其他       | 混合團體 | －     | 銅牌   |
| 2013年 | 世界青年羽毛球錦標賽     | 其他       | 男子雙打 | 刘雨辰 | 金牌   |
| 2013年 | 澳門羽毛球黃金大獎賽     | 黃金大獎賽 | 男子雙打 | 刘雨辰 | 準決賽 |
| 2014年 | 印度羽毛球黃金大獎賽     | 黃金大獎賽 | 男子雙打 | 刘雨辰 | 冠軍   |
| 2014年 | 中國羽毛球國際挑戰賽     | 國際挑戰賽 | 男子雙打 | 刘雨辰 | 準決賽 |
| 2014年 | 中國羽毛球國際挑戰賽     | 國際挑戰賽 | 混合雙打 | 杜芃   | 準決賽 |
| 2014年 | 亞洲羽毛球錦標賽         | 其他       | 男子雙打 | 刘雨辰 | 銀牌   |
| 2014年 | 中華台北羽球黃金大獎賽   | 黃金大獎賽 | 男子雙打 | 刘雨辰 | 亞軍   |
| 2015年 | 中國羽毛球國際挑戰賽     | 國際挑戰賽 | 男子雙打 | 刘雨辰 | 亞軍   |
| 2015年 | 中國羽毛球大師賽         | 黃金大獎賽 | 男子雙打 | 刘雨辰 | 冠軍   |
| 2015年 | 美國羽毛球黃金大獎賽     | 黃金大獎賽 | 男子雙打 | 刘雨辰 | 冠軍   |
| 2015年 | 加拿大羽毛球大獎賽       | 大獎賽     | 男子雙打 | 刘雨辰 | 冠軍   |
| 2015年 | 越南羽毛球大獎賽         | 大獎賽     | 男子雙打 | 刘雨辰 | 冠軍   |
| 2015年 | 韓國羽毛球大師賽         | 大獎賽     | 男子雙打 | 刘雨辰 | 準決賽 |
| 2015年 | 印尼羽毛球大師賽         | 黃金大獎賽 | 男子雙打 | 刘雨辰 | 準決賽 |
| 2015年 | 印尼羽毛球大師賽         | 黃金大獎賽 | 混合雙打 | 黄东萍 | 準決賽 |
| 2016年 | 新加坡羽毛球超級賽       | 超級賽     | 男子雙打 | 刘雨辰 | 準決賽 |
| 2016年 | 亞洲羽毛球錦標賽         | 其他       | 男子雙打 | 刘雨辰 | 銀牌   |
| 2016年 | 中華台北羽毛球公開賽     | 國際挑戰賽 | 男子雙打 | 刘雨辰 | 冠軍   |
| 2016年 | 日本羽毛球超級賽         | 超級賽     | 男子雙打 | 刘雨辰 | 冠軍   |
| 2016年 | 韓國羽毛球超級賽         | 超級賽     | 男子雙打 | 刘雨辰 | 亞軍   |
| 2017年 | 亞洲羽毛球混合團體錦標賽 | 其他       | 混合團體 | －     | 銅牌   |
| 2017年 | 全英羽毛球首要超級賽     | 首要超級賽 | 男子雙打 | 刘雨辰 | 亞軍   |
| 2017年 | 印度羽毛球超級賽         | 超級賽     | 男子雙打 | 刘雨辰 | 準決賽 |
| 2017年 | 新加坡羽毛球超級賽       | 超級賽     | 男子雙打 | 刘雨辰 | 亞軍   |
| 2017年 | 亞洲羽毛球錦標賽         | 其他       | 男子雙打 | 刘雨辰 | 金牌   |
| 2017年 | 蘇迪曼盃                 | 其他       | 混合團體 | －     | 銀牌   |
| 2017年 | 印尼羽毛球首要超級賽     | 首要超級賽 | 男子雙打 | 刘雨辰 | 冠軍   |
| 2017年 | 中國羽毛球首要超級賽     | 首要超級賽 | 男子雙打 | 刘雨辰 | 準決賽 |
| 2017年 | 香港羽毛球超級賽         | 超級賽     | 男子雙打 | 刘雨辰 | 準決賽 |
| 2018年 | 印尼羽毛球大師賽         | 超級500賽  | 男子雙打 | 刘雨辰 | 亞軍   |
| 2018年 | 亞洲羽毛球錦標賽         | 其他       | 男子雙打 | 劉雨辰 | 金牌   |
| 2018年 | 湯姆斯盃                 | 其他       | 男子團體 | －     | 金牌   |
| 2018年 | 馬來西亞羽球公開賽       | 超級750賽  | 男子雙打 | 刘雨辰 | 準決賽 |
| 2018年 | 世界羽毛球錦標賽         | 其他       | 男子雙打 | 刘雨辰 | 金牌   |
| 2018年 | 亞洲運動會羽毛球比賽     | 其他       | 男子團體 | －     | 金牌   |
| 2018年 | 亞洲運動會羽毛球比賽     | 其他       | 男子雙打 | 刘雨辰 | 銅牌   |
| 2018年 | 日本羽球公開賽           | 超級750賽  | 男子雙打 | 刘雨辰 | 亞軍   |
| 2018年 | 世界羽聯世界巡迴賽總決賽 | 總決賽     | 男子雙打 | 劉雨辰 | 冠軍   |
| 2019年 | 馬來西亞羽毛球公開賽     | 超級750賽  | 男子雙打 | 刘雨辰 | 冠軍   |
| 2019年 | 新加坡羽球公開賽         | 超級500賽  | 男子雙打 | 劉雨辰 | 準決賽 |
| 2019年 | 蘇迪曼盃                 | 其他       | 混合團體 | －     | 金牌   |
| 2019年 | 澳洲羽毛球公開賽         | 超級300賽  | 男子雙打 | 劉雨辰 | 準決賽 |
| 2019年 | 印尼羽毛球公開賽         | 超級1000賽 | 男子雙打 | 劉雨辰 | 準決賽 |
| 2019年 | 日本羽毛球公開賽         | 超級750賽  | 男子雙打 | 劉雨辰 | 準決賽 |
| 2019年 | 泰國羽毛球公開賽         | 超級500賽  | 男子雙打 | 劉雨辰 | 亞軍   |
| 2019年 | 世界羽毛球錦標賽         | 其他       | 男子雙打 | 劉雨辰 | 銅牌   |
| 2019年 | 中國羽毛球公開賽         | 超級1000賽 | 男子雙打 | 劉雨辰 | 準決賽 |
| 2019年 | 韓國羽毛球公開賽         | 超級500賽  | 男子雙打 | 劉雨辰 | 準決賽 |
| 2019年 | 澳門羽球公開賽           | 超級300賽  | 男子雙打 | 劉雨辰 | 冠軍   |
| 2019年 | 香港羽毛球公開賽         | 超級500賽  | 男子雙打 | 劉雨辰 | 準決賽 |
| 2020年 | 马来西亚羽毛球大师赛     | 超級500賽  | 男子雙打 | 劉雨辰 | 亞軍   |
| 2021年 | 奧林匹克運動會羽毛球比賽 | 其他       | 男子雙打 | 劉雨辰 | 銀牌   |

| 2007-2017年 | 首要超級賽 | 超級賽 | 黃金大獎賽 | 大獎賽 | 國際挑戰賽 | 國際系列賽 | 未來系列賽 | 其他 |

| 2018-2026年 | 總決賽 | 超級1000賽 | 超級750賽 | 超級500賽 | 超級300賽 | 超級100賽 | 國際挑戰賽 | 國際系列賽 | 未來系列賽 | 其他 |

### 世界冠軍頭銜
李俊慧在羽毛球生涯中共奪得3項羽毛球世界冠軍頭銜。
| 賽事             | 奪冠次數 | 年份               |
| ---------------- | -------- | ------------------ |
| 世界羽毛球錦標賽 | 1        | 2018年（男子雙打） |
| 湯姆斯盃         | 1        | 2018年（男子團體） |
| 蘇迪曼盃         | 1        | 2019年（混合團體） |
| 總計             | 3        |                    |

### 奧運會和世錦賽參賽紀錄
|          | 搭檔   | 2014 | 2015 | 2016 | 2017 | 2018 | 2019 | 2020 |
| -------- | ------ | ---- | ---- | ---- | ---- | ---- | ---- | ---- |
| 男子雙打 | 刘雨辰 | 32強 | －   | －   | 32強 | 金牌 | 銅牌 | 銀牌 |